# Uwe Grauer
Uwe Grauer (* 1. Januar 1970 in Dortmund) ist ein deutscher Fußballspieler und -trainer.

## Karriere

### Spieler
Nachdem Grauer in der Jugend bei BW Büderich und der Hammer SpVg gespielt und 1989 am Mariengymnasium Werl sein Abitur gemacht hatte, debütierte er am 20. April 1991 für Borussia Dortmund in der Bundesliga bei der 0:3-Heimniederlage gegen Eintracht Frankfurt. Grauer kam in den Anfangsjahren nur sporadisch zum Einsatz, erst gegen Ende der Saison 1992/93 konnte er sich einen Stammplatz erkämpfen. Im Hinspiel des Finales um den UEFA-Pokal am 5. Mai 1993 stand er in der Mannschaft, die gegen Juventus Turin 1:3 verlor. Beim Rückspiel saß er nur auf der Bank. Seinen Stammplatz hatte er durch immer wieder aufbrechende Verletzungen zu Beginn der folgenden Saison wieder verloren, in der er nur auf fünf Einsätze kam. 1994 wechselte Grauer zum Ligakonkurrenten Bayer Uerdingen. Hier war er auf Anhieb Stammspieler. Auch als der Klub 1996 als Tabellenletzter aus der Bundesliga absteigen musste, blieb er dem Verein treu. 
Erst als 1999 auch in der zweiten Liga der Klassenerhalt verpasst wurde, verließ er den Verein. Grauer ging zum SSV Ulm 1846, die überraschend den direkten Durchmarsch aus der Regionalliga Süd in die Bundesliga geschafft hatten. Anfangs hatte er einen Stammplatz, den er jedoch nach seinem Platzverweis im Spiel gegen Hansa Rostock verlor. Erst am 19. Spieltag stand er wieder in der Startelf, insgesamt bestritt er 16 Bundesligapartien für die „Spatzen“. Trotz des verpassten Klassenerhalts blieb er in Ulm, konnte jedoch den erneuten Abstieg nicht vermeiden. Grauer wechselte daraufhin in die Regionalliga Nord zur SG Wattenscheid 09, wo er drei Jahre lang als Stammspieler agierte. Anschließend ging er für ein Jahr zur Amateurmannschaft des FC Schalke 04. Zwischen 2005 und 2008 spielte er beim Verbandsligisten Westfalia Rhynern in Hamm, wo er die Funktion des Spielertrainers wahrnahm. 

### Trainer
Im Sommer 2008 kehrte Grauer zum FC Schalke 04 zurück, wo er in der Saison 2008/09 die U-12-Mannschaft trainierte und von 2009 bis 2014 Co-Trainer der U-19-Mannschaft war. In der Saison 2010/11 spielte er gleichzeitig noch für den SC Neheim. In der Saison 2014/15 trainierte er die U-17-Mannschaft des FC Schalke 04 und in der Saison 2015/16 war er Co-Trainer der zweiten Mannschaft des 1. FC Köln. Im November 2016 wurde Grauer Trainer der U-19-Mannschaft von Arminia Bielefeld.
Im Zuge einer Neustrukturierung der Nachwuchsarbeit bei Eintracht Braunschweig wechselte Grauer im Juli 2019 als Cheftrainer der in die B-Junioren-Bundesliga aufgestiegenen U-17-Mannschaft zu den Niedersachsen. Aufgrund der COVID-19-Pandemie in Deutschland wurde die Meisterschaft sowohl in der Spielzeit 2019/20 als auch der Spielzeit 2020/21 vorzeitig abgebrochen. 
Zur Spielzeit 2021/22 übernahm Grauer in der Regionalliga West den Posten als Co-Trainer bei Alemannia Aachen. Nach der Beurlaubung von Patrick Helmes war Grauer vom 26. Oktober 2021 bis 30. Oktober 2021 für die erste Runde des Landespokals Mittelrhein beim 1:2-Sieg gegen Viktoria Arnoldsweiler Interimstrainer der Alemannia. Am 2. November 2021 trennten sich Alemannia Aachen und Grauer einvernehmlich.

## Erfolge
- UEFA-Pokal: Finalist 1993